# L'ultima eclissi (romanzo)
L'ultima eclissi (Deep Fathom) è un romanzo avventuroso fantascientifico del 2001 di James Rollins. È stato pubblicato in italiano da Editrice Nord nel marzo 2012.

## Trama

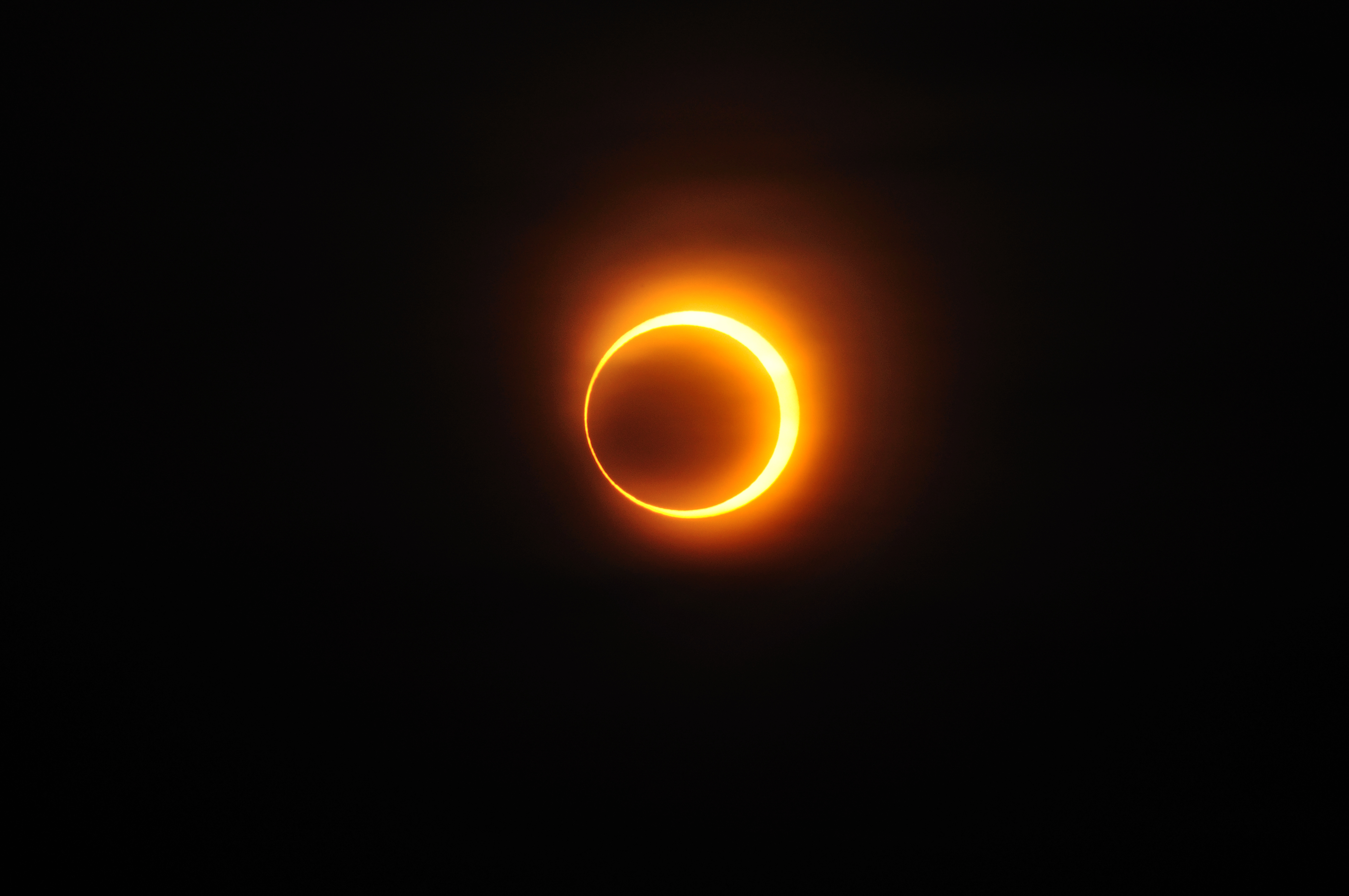
Un'eclissi solare anulare

Eccezionali avvenimenti apparentemente non collegati gli uni agli altri accadono contemporaneamente in diverse zone del mondo.
Oceano Pacifico. L'ex marinaio della United States Navy, la Marina Militare americana, Jack Kirkland, è costretto a rientrare in servizio dopo che l'Air Force One è precipitato in mare, causando la morte del presidente degli Stati Uniti d'America. Quando Jack giunge sul luogo dell'incidente si trova, tuttavia, di fronte a uno scenario stupefacente: nelle profondità oceaniche, i rottami dell'aereo sono stati attirati da un gigantesco pilastro rivestito di scritte indecifrabili.
Okinawa. Al largo del Giappone emergono dall'oceano due enormi piramidi di metallo, coperte d'iscrizioni in una lingua sconosciuta. L'avvenimento richiama l'attenzione di Karen Grace, un'antropologa di fama mondiale, la quale nel corso della sua indagine trova all'interno di una delle due piramidi un manufatto a forma di stella, realizzato con un materiale impossibile da ottenere anche con le tecniche più avanzate sulla Terra e che possiede proprietà sconcertanti.
San Francisco. Durante un'eclissi totale di sole si verifica un violentissimo terremoto che riduce la città ad un cumulo di macerie.
Il disastro di San Francisco però non è isolato: nello stesso momento, infatti, l'intera costa occidentale del continente americano, dall'Alaska alla Terra del Fuoco, è colpita da una serie di calamità naturali.
Jack e Karen capiranno ben presto che svelare il mistero di quell'antica colonna e delle due piramidi sarà solo il primo passo per fermare la catena di catastrofi che si è abbattuta sulla Terra e che rischia di sterminare il genere umano.

## Edizioni
- James Rollins, L'ultima eclissi, traduzione di P. Scopacasa, Nord, 2001,  p. 450, ISBN 88-429-1900-4.